# Hut Point
Hut Point är en udde i Antarktis. Den ligger i Östantarktis. Nya Zeeland gör anspråk på området.
Terrängen inåt land är platt söderut, men åt nordost är den kuperad. Havet är nära Hut Point åt sydväst.  Trakten är glest befolkad. Närmaste befolkade plats är McMurdo Station, 1,1 kilometer öster om Hut Point. 